# Savigny (Manche)
Savigny – miejscowość i gmina we Francji, w regionie Normandia, w departamencie Manche.
Według danych na rok 1990 gminę zamieszkiwały 323 osoby, a gęstość zaludnienia wynosiła 32 osoby/km² (wśród 1815 gmin Dolnej Normandii Savigny plasuje się na 574. miejscu pod względem liczby ludności, natomiast pod względem powierzchni na miejscu 501.).